# 가비 (영화)
"가비"는 2012년에 개봉한 대한민국의 영화이다.

## 줄거리
아내인 명성황후가 일본군에게 암살당하고 쿠데타의 위협을 받자, 고종은 1896년 러시아 공사관으로 잠시 피신한다. 그곳에서 그는 고국에서는 아직 인기를 얻지 못했던 달콤쌉쌀한 음료인 커피를 맛보고 사랑에 빠진다.
왕위에 복귀한 고종은 아름답고 국제적인 타냐(김소연)를 개인 바리스타로 고용한다. 타냐는 러시아 저격수 일리치(주진모)뿐만 아니라 배정자이자 사다코로 알려진 신비한 사교계 인물(유선)과 관련된 위험한 사회 집단에 휘말리게 된다. 러시아군이 그들의 뒤를 바싹 쫓는 가운데, 타냐와 그녀의 연인 일리치는 결국 친일파 사다코가 주도하는 고종 암살 음모에 휘말리게 된다. 일리치는 매일 고종의 커피를 만들면서 그에게 점차 마음을 주기 시작한 타냐를 보호하기 위해 스파이가 된다.
왕과의 긴밀한 관계를 통해 독을 쉽게 숨길 수 있는 음료를 만드는 타냐는 19세기 말 조선의 정치적 전장에서 자신이 말이 될 것인지 결정해야 한다.

## 캐스팅
- 주진모 : 일리치 역
- 김소연 : 따냐 역
- 박희순 : 고종 역
- 왕유선 : 사다코 역
- 조덕현 : 석주 역
- 김응수 : 미우라 역
- 조경훈 : 심복 역
- 조승연 : 민영환 역
- 김현아 : 부제상궁 역
- 박혁수 : 김홍륙 역
- 김가은 : 금희 역
- 조덕제 : 첩자의전관 역
- 김민혁 : 다케다 역
- 윤주만 : 일본군대장 역
- 김소연 : 단이 / 어린 따냐 역
- 정찬우 : 종식 / 어린 일리치 역
- 요시무라 켄이치 : 요시무라 역
- 영건 : 로스키 역
- 에숀쿠로브 팔비스 : 식당칸장교 역
- 강신철 : 조선사신단 A 역
- 조한철 : 별입시 B 역
- 김대령 : 별입시 C 역
- 엄효섭 : 단이아버지 역 (특별출연)